# Virtuelle Verbindung
Als virtuelle Verbindungen bezeichnet man die logischen Kanäle, die in einem Nachrichtennetz durch die Aufteilung der Übertragungskapazität entstehen, die eine physische Nachrichtenverbindung bietet. Über jeden dieser logischen Kanäle kann ein eigener Bitstrom gesendet werden.
Die Aufteilung in logische Kanäle wird realisiert, indem die einzelnen Bitströme auf der Sendeseite segmentiert und dann als Nutzlast von Paketen oder Zellen über das Nachrichtennetz transportiert werden. Auf der Empfängerseite wird die Nutzlast wieder ausgepackt und die einzelnen Bitströme werden wiederhergestellt. Die Pakete bzw. Zellen erhalten anders als z. B. ein Datagramm keine Quell- oder Zieladresse, sondern eine Verbindungskennung, aus der hervorgeht, zu welcher virtuellen Verbindung sie gehören.
Eine virtuelle Verbindung kann
- dynamisch auf- und abgebaut (engl.: switched virtual circuit, SVC) oder
- fest eingerichtet werden (engl.: permanent virtual circuit, PVC).
- Wenn man offenlassen will, ob es sich um PVC oder SVC handelt, spricht man von einem virtuellen Kanal (engl.: virtual circuit, VC).

## Vorteil
Das Konzept der virtuellen Verbindung hat den Vorteil, dass bei der Bündelung der Pakete bzw. Zellen ein Multiplexgewinn entsteht: die Bandbreite der Leitung wird effektiver genutzt. Voraussetzung dafür ist, dass die einzelnen Bitströme keine konstante Bandbreite erfordern, sondern einen variablen Bedarf haben. Dies ist beispielsweise beim Dialogbetrieb zwischen Datensichtstationen und Großrechnern der Fall. Der Multiplexgewinn kann zum einen auf der Leitung entstehen, die das Endgerät mit der Paketvermittlung verbindet, zum anderen aber auch auf den Fernstrecken zwischen den Paketvermittlungen.

## Kennung und Adressraum

### X.25
Arbeitet das Nachrichtennetz paketvermittelt nach X.25, so erhält jede virtuelle Verbindung als Verbindungskennung eine Kanalnummer ≤ 255 und eine Kanalgruppennummer ≤ 15. Jeweils 256 virtuelle Kanäle können also zu einer Kanalgruppe gebündelt werden, sodass 16 * 256 = 4096 = 212 virtuelle Verbindungen über eine Nachrichtenverbindung geführt werden können. Davon sind 4095 nutzbar, Kanal 0 wird für die Signalisierungsprotokolle zwischen Endgerät und Vermittlungsstelle benutzt.
Die Verbindungskennung einer virtuellen Verbindung ist nicht für die Adressierung der Teilnehmer in einem großen Paketnetz geeignet. An ein solches müssen nämlich Millionen von Endgeräten angeschlossen werden können, aber dazu reicht der Adressraum der Verbindungskennung nicht aus. Die Verbindungskennung hat nur eine lokale Gültigkeit: An jedem einzelnen Anschluss ist wieder der gesamte Adressraum von 4096 virtuellen Kanälen verfügbar. Der Anschluss selbst aber hat eine eigene Rufnummer, die einem Rufnummernplan folgt, der wesentlich höhere Teilnehmerzahlen erlaubt.

### ATM
ATM-Netze haben ebenfalls virtuelle Verbindungen. Da es sich bei ATM um ein breitbandiges Netz handelt, ist der Adressraum sehr viel größer als bei X.25.
Die Verbindungskennung ist wie bei X.25 zweistufig:
- Eine virtuelle Verbindung, die als Kanal oder virtual channel bezeichnet wird, hat einen Virtual Channel Identifier (VCI).
- Mehrere virtual channels können mittels Virtual Path Identifier (VPI) zu einem Pfad oder virtual path gebündelt werden.